# Хелянь Бобо
Хелянь Бобо (кит. трад.: 赫連勃勃; піньїнь: Helian Bobo; 381-425) — засновник і перший імператор Ся періоду Шістнадцяти держав.

## Родовід
Походив зі знатного хуннуського роду Лю. Усі предки перебували на китайській  службі. Був нащадком Лю Цюйбея, останнього, хоча й номінального, єдиного шаньюя. Його прапрадід Лю Гаошенюань був вже одним з декількох шаньюїв, перебував на службі династії Рання Чжао. Прадід — Лю Ху — отримав відостанньої титул лоуфань-вана та командуванням над загонами сяньбі й дінлін. Дід — Лю Ушен — перейшов на службу до Пізньої Чжао, ставши лівим сянь-ваном ішаньюєм дінлінів. Його батько — Лю Венчень — став західним шаньюєм.

## Правління
У 406 році взяв титул тянь-вана, а407 року оголосив себе імператором та великим шаньюєм хунну.  Повернув старовинне прізвище свого роду з Лю на Хелянь. Назвав свою династію Ся, оскільки за легендою усі шаньюї хунну походили від Чуньвея, сина останнього вана династія Ся — Цзє.
Вважається жорстоким правителем. Він збудував столицю своєї держави в місті Тунваньчен (сучасний Юйлінь (Шеньсі)), що залишалось неприступним і за сотні років після падіння держави Ся.

## Девізи правління
- Луншен (龍升) 407—413
- Фенсян (鳳翔) 413—418
- Чану (昌武) 418—419
- Чженьсін (真興) 419—425